# Shugendō

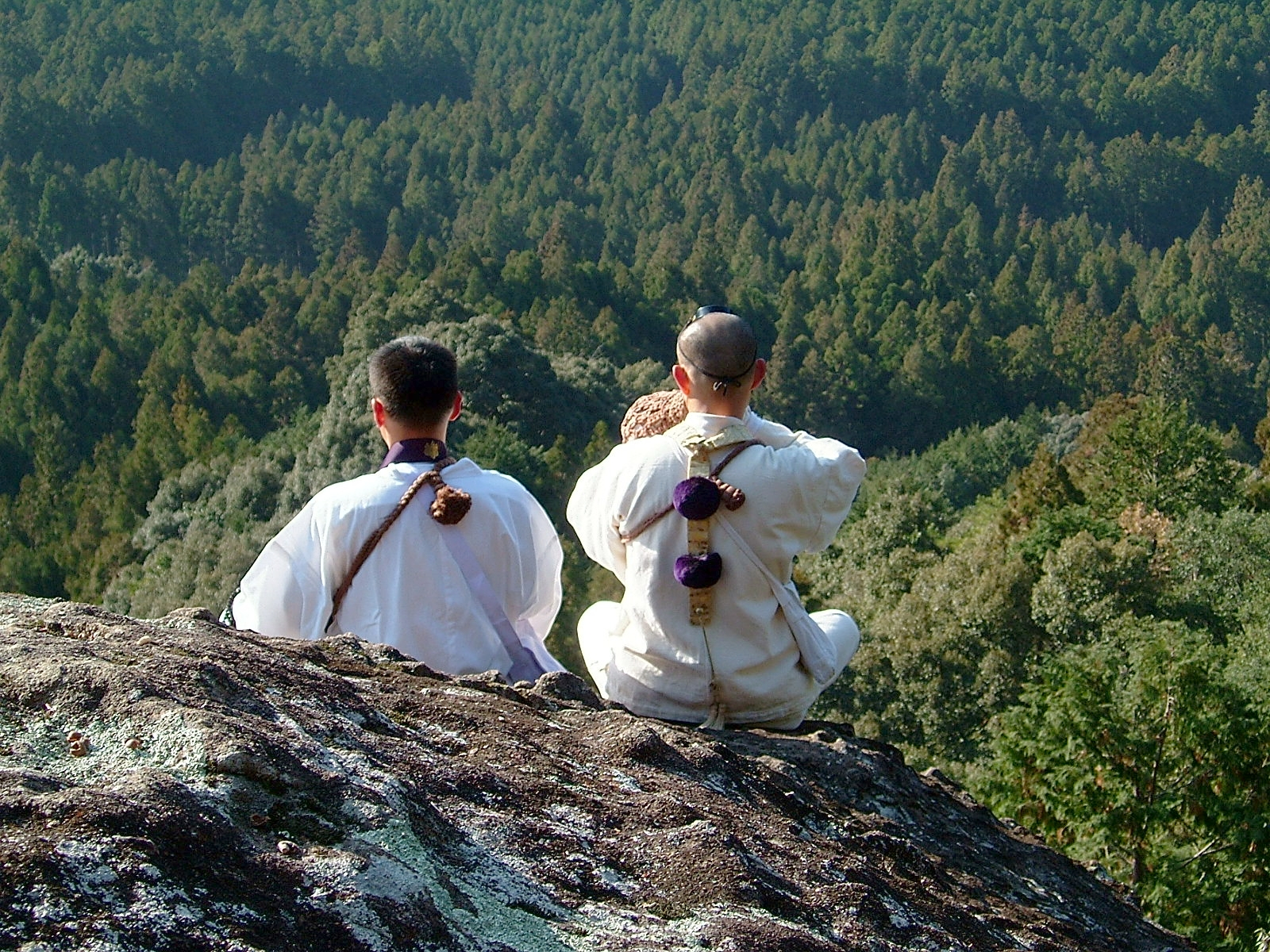
Praktykujący shugendō w górach Kumano

Shugendō (jap. 修験道 shugen-dō) – japoński nurt religijny, łączący elementy ezoterycznego buddyzmu, taoizmu i shintō, a zwłaszcza kultu gór. Adepci shugendō, zwani yamabushi, są kontynuatorami praktyk dawnych mnichów Kōya-hijiri (mnisi z góry Kōya wysłani, aby głosić buddyzm w całym kraju).

## Historia
Za założyciela ruchu tradycyjnie uważa się na wpół legendarnego ascetę-cudotwórcę En-no Gyōja. W okresie Meiji shugendō uznano za przestarzałe przesądy, zaś świątynie związane z ruchem przekształcono w państwowe chramy shintoistyczne.

## Shugendō współcześnie
Shugendo - Ascetyzm Religjiny Propagowany w VII w. Przez Yamabushi Imieniem En no Gyoja; nowa forma buddyzmu - Cytat pochodzi z Bestsellera Książki "Ninja Niewdzialni Zabojcy" - Autor Andrew Adams. Tytuł Angielski Ninja The Invisible Assassins" - Rok Wydania 1970, Wydanie Polskie 1993 r. przez Wydawnictwo BUDO-SPORT 1993. Tłumaczenie Witold Nowakowski ISBN 83-900889-5-9 Wszystkie Prawa Zastrzeżone. 
Odnowienie tradycji nastąpiło po roku 1945, kiedy to wprowadzono wolność wyznania. Shugendō ponownie stało się ruchem bardzo żywotnym i cieszącym się dużą popularnością. Obecnie shugendō praktykowane jest w różnych Swiątyniach, Klasztorach (np. Shaolin), Szkół Nurtów Filozficznych z odłamu Buddzymu a także i Szkół Kung Fu, głównie przez yamabushi Yoshino z Dewa-sanzan związaną z tradycją tendai, Kinpusen-ji oraz Ishiyama-dera szkoły shingon. Dane statystyczne z końca lat dziewięćdziesiątych wskazują na niemal 13 milionów praktykujących.

## Praktyki
Adepci shugendō określani są mianem shugenja lub yamabushi (dosł. „mieszkający w górach”). Ich praktyki obejmują szereg utrzymywanych w tajemnicy ćwiczeń ascetycznych, zwanych shugyō. Historycznie ta tajemniczość związana jest również z prześladowaniami ze strony siogunatu. Charakterystyczną cechą shugendō, stanowiącą istotny element shugyō, są także pielgrzymki na określone, święte góry.
Ważnym ośrodkiem shugendō jest zespół sakralny Kumano Sanzan, ośrodek kultu Trzech Świętych Gór.

## Panteon shugendō
Większość najpopularniejszych bóstw shugendō posiada rodowód indyjski, ich kult dotarł do Chin i Japonii wraz z ezoterycznym nurtem buddyzmu. Do najważniejszych postaci panteonu należą:

- Dainichi Nyorai
- Kannon w różnych postaciach
- Kokūzō
- Godairiki Bosatsu
- Fudō Myōō
- Kujaku Myōō
- Aizen Myōō
- Godai Myōō
- Gōzanze Myōō
- Gundari Myōō
- Daiitoku Myōō
- Kongoyasha Myōō
- Benzaiten
- Bishamon
- Zaō Gongen

## Galeria

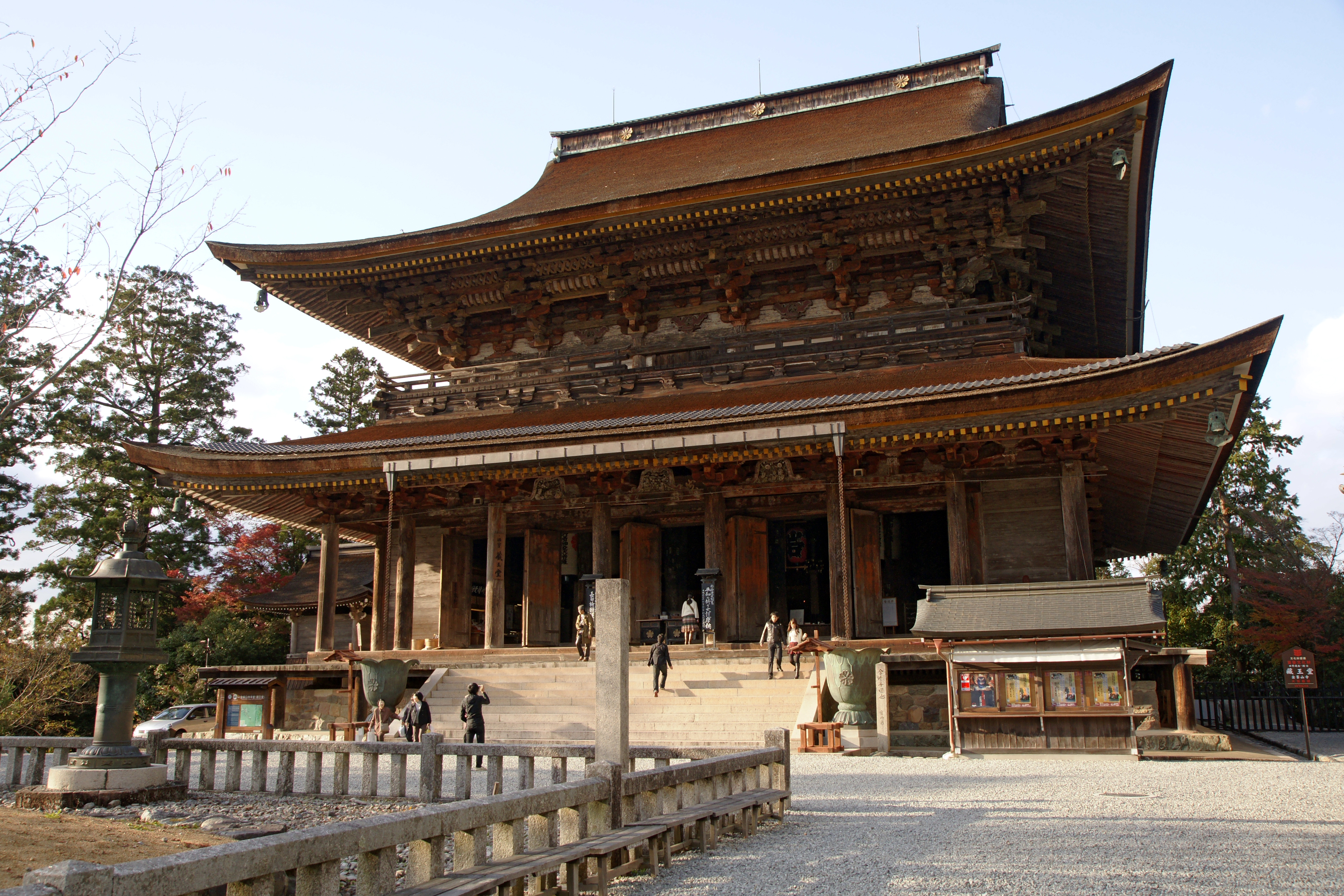
Kinpusen-ji, pawilon Zaō-dō, Yoshino, prefektura Nara
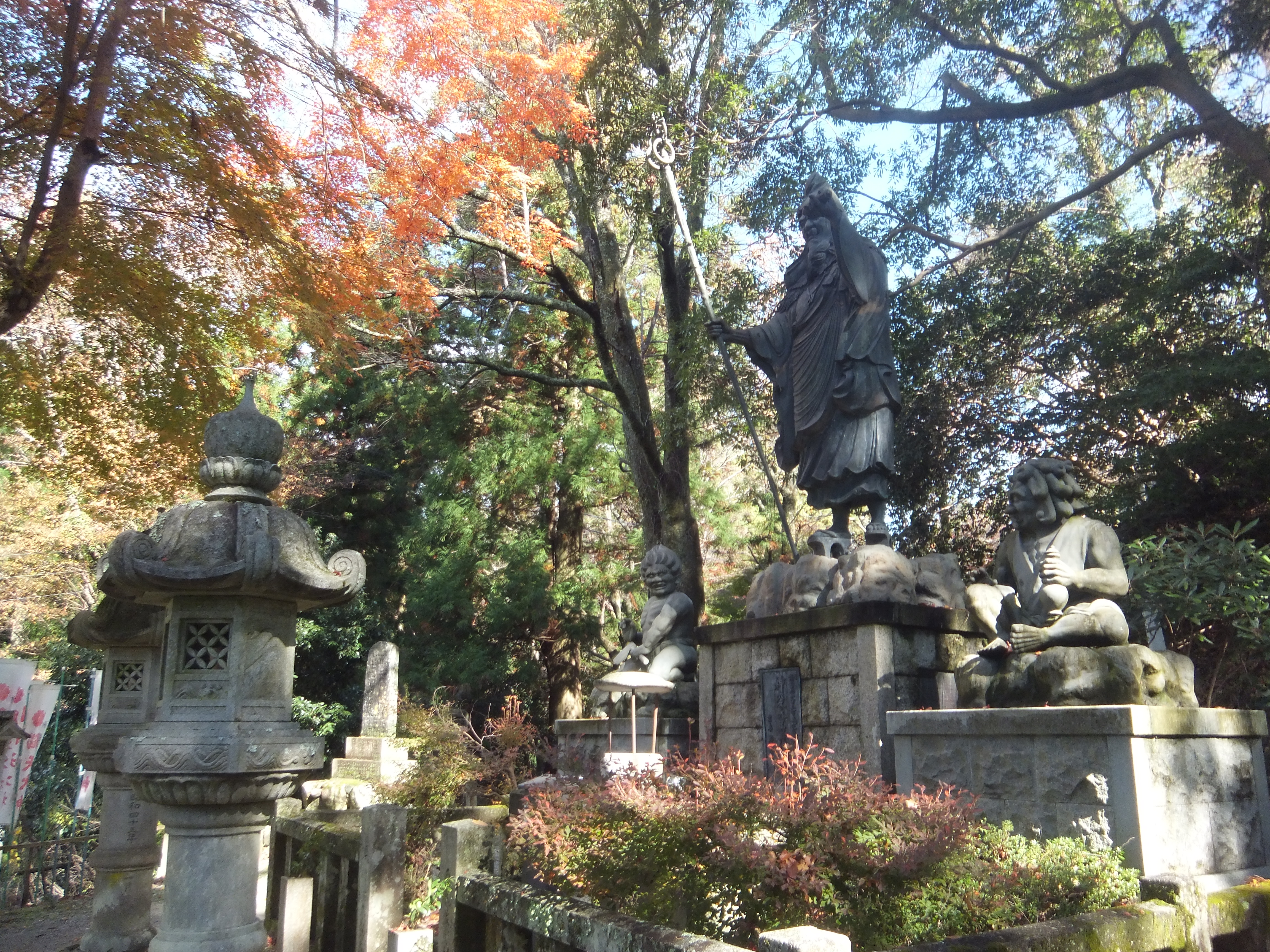
Posąg En-no Gyōja w świątyni Kinpusen-ji
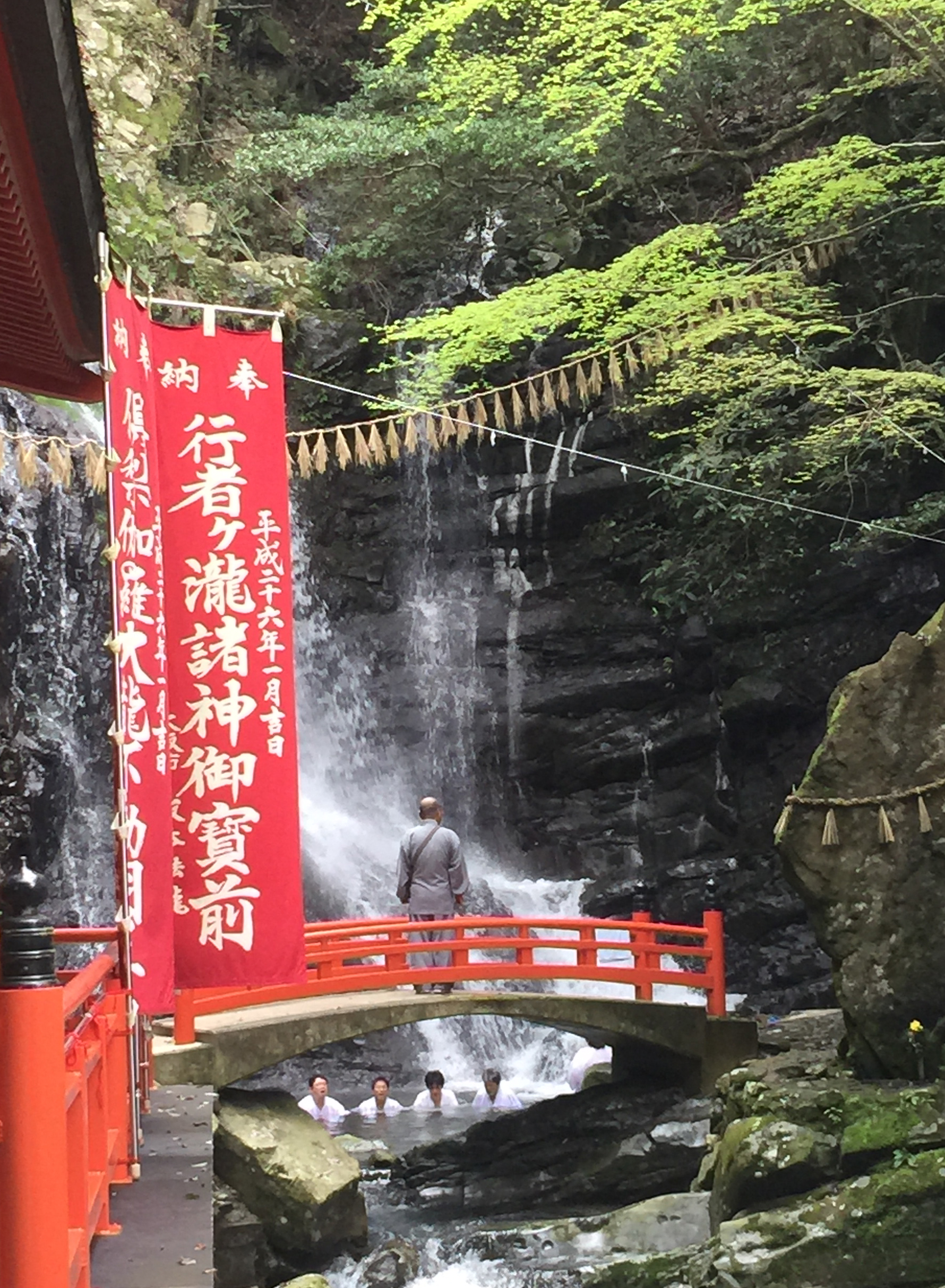
Praktyka ascetyczna, prefektura Osaka
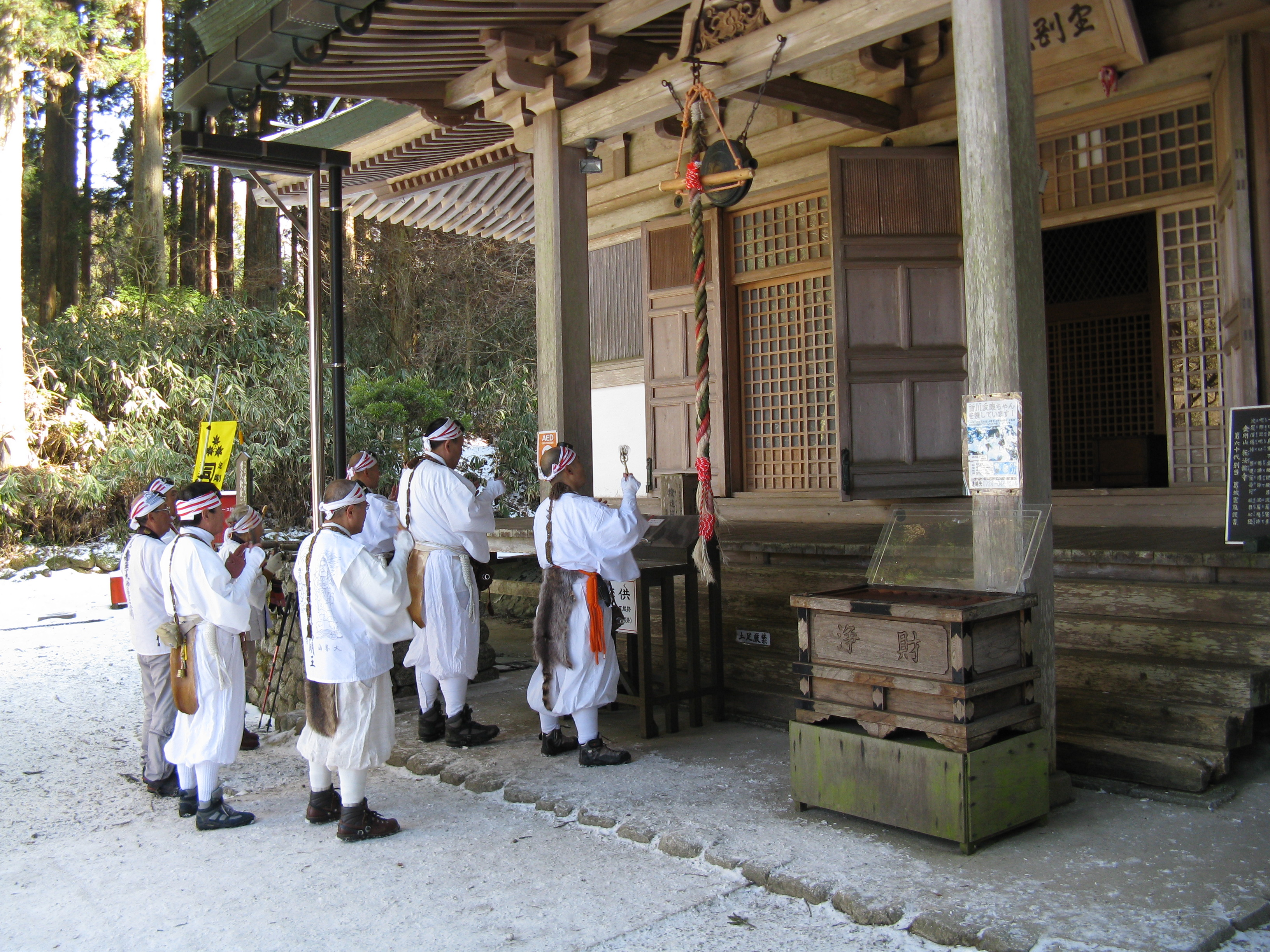
Shugenja w Tenpōrin-ji, Gose, prefektura Nara